# Frank Richardson (attore)
Frank Richardson (... – Murrieta Springs, 14 febbraio 1913) è stato un attore statunitense del cinema muto.
Negli ultimi anni della sua carriera di attore, lavorò nel cinema alla Selig dove era soprannominato Daddy Richardson.

## Filmografia
- The Still Alarm, regia di Francis Boggs – cortometraggio (1911)
- Stability vs. Nobility, regia di Hobart Bosworth – cortometraggio (1911)
- One of Nature's Noblemen, regia di Francis Boggs – cortometraggio (1911)
- The Novice, regia di Francis Boggs – cortometraggio (1911)
- Range Pals, regia di Francis Boggs – cortometraggio (1911)
- Told in the Sierras, regia di Francis Boggs – cortometraggio (1911)
- It Happened in the West, regia di Hobart Bosworth – cortometraggio (1911)
- The Profligate, regia di Francis Boggs – cortometraggio (1911)
- Their Only Son, regia di Francis Boggs – cortometraggio (1911)
- The Regeneration of Apache Kid, regia di Francis Boggs – cortometraggio (1911)
- The Blacksmith's Love, regia di Francis Boggs – cortometraggio (1911)
- Saved from the Snow, regia di Hobart Bosworth – cortometraggio (1911)
- Shipwrecked, regia di Francis Boggs – cortometraggio (1911)
- The Artist's Sons, regia di Francis Boggs – cortometraggio (1911)
- On Separate Paths, regia di Francis Boggs – cortometraggio (1911)
- Captain Brand's Wife, regia di Francis Boggs – cortometraggio (1911)
- The Coquette, regia di Francis Boggs – cortometraggio (1911)
- Lieutenant Grey of the Confederacy, regia di Francis Boggs – cortometraggio (1911)
- In the Days of Gold, regia di Hobart Bosworth e F.E. Montgomery – cortometraggio (1911)
- The Bootlegger, regia di Hobart Bosworth – cortometraggio (1911)
- A Spanish Wooing, regia di Frank Montgomery – cortometraggio (1911)
- The Night Herder, regia di Frank Montgomery – cortometraggio (1911)
- The Right Name, But the Wrong Man, regia di Frank Montgomery – cortometraggio (1911)
- An Evil Power, regia di Francis Boggs – cortometraggio (1911)
- A Frontier Girl's Courage, regia di Hobart Bosworth e Frank Montgomery – cortometraggio (1911)
- George Warrington's Escape, regia di Hobart Bosworth – cortometraggio (1911)
- Evangeline, regia di Hobart Bosworth – cortometraggio (1911)
- For His Pal's Sake, regia di Frank Montgomery – cortometraggio (1911)
- The Little Widow, regia di Francis Boggs – cortometraggio (1911)
- A Modern Rip, regia di Hobart Bosworth – cortometraggio (1911)
- The Cowboy's Adopted Child, regia di Frank Montgomery – cortometraggio (1912)
- The Secret Wedding, regia di Frank Montgomery – cortometraggio (1912)
- A Diplomat Interrupted, regia di Frank Montgomery – cortometraggio (1912)
- The Bandit's Mask, regia di Frank Montgomery – cortometraggio (1912)
- The Little Stowaway, regia di Frank Montgomery – cortometraggio (1912)
- A Broken Spur, regia di Frank Montgomery – cortometraggio (1912)
- The Danites, regia di Francis Boggs – cortometraggio (1912)
- As Told by Princess Bess, regia di Frank Montgomery – cortometraggio (1912)
- The Shrinking Rawhide, regia di Frank Montgomery – cortometraggio (1912)
- A Crucial Test, regia di Frank Montgomery – cortometraggio (1912)
- The Girl of the Lighthouse, regia di Frank Montgomery  – cortometraggio (1912)
- The Junior Officer, regia di Frank Montgomery – cortometraggio (1912)
- The Hobo, regia di Hobart Bosworth – cortometraggio (1912)
- Tenderfoot Bob's Regeneration, regia di Frank Montgomery – cortometraggio (1912)
- Darkfeather's Strategy, regia di Frank Montgomery – cortometraggio (1912)
- Bessie's Dream, regia di Colin Campbell – cortometraggio (1912)
- The Price He Paid, regia di Colin Campbell – cortometraggio (1912)
- The Love of an Island Maid, regia di Colin Campbell – cortometraggio (1912)
- The Price of Art, regia di Colin Campbell – cortometraggio (1912)
- The Old Stagecoach, regia di Fred Huntley – cortometraggio (1912)
- The Professor's Wooing, regia di Colin Campbell – cortometraggio (1912)
- In Exile, regia di Fred Huntley – cortometraggio (1912)
- Pansy, regia di Fred Huntley – cortometraggio (1912)
- The Vow of Ysobel, regia di Fred Huntley – cortometraggio (1912)
- A Messenger to Kearney, regia di Fred Huntley – cortometraggio (1912)
- In the Tents of the Asra, regia di Hobart Bosworth – cortometraggio (1912)
- The Box Car Baby, regia di Fred Huntley – cortometraggio (1912)
- The Indelible Stain, regia di Colin Campbell – cortometraggio (1912)
- The Trade Gun Bullet, regia di Hobart Bosworth – cortometraggio (1912)
- The Pity of It, regia di Colin Campbell – cortometraggio (1912)
- The Great Drought, regia di Colin Campbell – cortometraggio (1912)
- An Assisted Elopement, regia di Colin Campbell – cortometraggio (1912)
- Euchred, regia di Colin Campbell – cortometraggio (1912)
- The Fisherboy's Faith, regia di Colin Campbell – cortometraggio (1912)
- The Legend of the Lost Arrow, regia di Hobart Bosworth – cortometraggio (1912)
- Kings of the Forest, regia di Colin Campbell – cortometraggio (1912)
- Shanghaied, regia di Colin Campbell – cortometraggio (1912)
- Atala, regia di Hobart Bosworth – cortometraggio (1912)
- The Vintage of Fate, regia di Lem B. Parker – cortometraggio (1912)
- The Millionaire Vagabonds, regia di Lem B. Parker – cortometraggio (1912)
- Sammy Orpheus; or, The Pied Piper of the Jungle, regia di Colin Campbell – cortometraggio (1912)
- Harbor Island, regia di Lem B. Parker – cortometraggio (1912)
- Our Lady of the Pearls, regia di Henry MacRae – cortometraggio (1912)
- The Miner's Justice, regia di Henry MacRae – cortometraggio (1913)